# Widukind
Widukind, cunoscut și ca Wittekind (n. cca. 777 — d. 7 ianuarie 810), a fost un cunoscut conducător al saxonilor în lupta acestora împotriva Imperiului Franc condus de Carol cel Mare.

## Războaiele saxone
Și-a făcut prima apariție ca duce al saxonilor, în timp ce Carol lupta contra longobarzilor în Italia. În prima fază Widukind a operat cu succes, însă apoi Carol i-a învins pe saxoni în mai multe bătălii și a forțat triburile acestora la supunere. Widukind a fugit și în 776 a ridicat o nouă revoltă. Când Carol a revenit cu forțe superioare, saxonii într-un număr mare sau prezentat la el la Dieta de la Paderborn (777), și și-au exprimat dorința de a fi botezați, acceptând plata impozitelor și zeciuielei. Widukind care nu a vrut să se prezinte francilor a fugit în Danemarca (încă păgână), la regele Sigfred cu a cărui soră a fost căsătorit. În timpul campaniei lui Carol în Iberia, a invadat teritoriile adiacente Rinului. Și numai întoarcerea lui Carol l-a forțat din nou să se retragă. În 782 Widukind a atacat pe malurile Weserului o armată francă, măcelărind-o în totalitate. Carol a răzbunat înfrângere printr-o metodă drastică, executând 4500 de prizonieri saxoni lângă Verden. Această cruzime a provocat o revoltă generală a saxonilor sub conducerea lui Widukind și Abbio. Bătălia de la Detmold (783) a rămas indecisă, însă în bătălia de la Hase, lângă Osnabrück, forțele saxone au fost distruse, astfel încât chiar Widukind și Abbio au văzut imposibilitatea de a mai continua lupta. Ei au venit la Attigny în Champagne, și au fost botezați. De atunci, numele lui Widukind nu a mai fost menționat, însă potrivit legendei populare, Carol l-a ridicat în rang de duce al Saxoniei. El a condus cu amabilitate și pe bună dreptate din castelul său de lânga Lübeck și a murit în 807, în război împotriva ducelui suab, Herold.